# Lockhartia (plante)
Cet article concerne le genre de plantes. Pour le genre de Foraminifères, voir Lockhartia (foraminifères).
Genre
Synonymes
- Fernandezia Lindl.[2]
- Neobennettia Senghas[2]

Lockhartia est un genre de plantes de la famille des Orchidaceae. 
Il a été nommé en l’honneur du botaniste David Lockhart.

## Liste d'espèces
Selon Catalogue of Life (28 juin 2018) et World Checklist of Selected Plant Families (WCSP) (28 juin 2018) :
- Lockhartia acuta (Lindl.) Rchb.f. (1852)
- Lockhartia amoena Endrés & Rchb.f. (1872)
- Lockhartia bennettii Dodson, Icon. Pl. Trop., ser. 2 (1989)
- Lockhartia chocoensis Kraenzl. (1923)
- Lockhartia compacta M.A.Blanco & R.Vásquez (2014)
- Lockhartia dipleura Schltr. (1923)
- Lockhartia endresiana M.A.Blanco (2014)
- Lockhartia galeottiana Soto Arenas (2008)
- Lockhartia genegeorgei D.E.Benn. & Christenson (1998)
- Lockhartia goyazensis Rchb.f. (1852)
- Lockhartia grandibractea Kraenzl. (1923)
- Lockhartia hercodonta Rchb.f. ex Kraenzl. (1923)
- Lockhartia imbricata (Lam.) Hoehne, Arq. Bot. Estado São Paulo, n.s., f.m. (1952)
- Lockhartia ivainae M.F.F.Silva & A.T.Oliveira (2001 publ. 2002)
- Lockhartia latilabris C.Schweinf., Fieldiana (1951)
- Lockhartia lepticaula D.E.Benn. & Christenson (2001)
- Lockhartia longifolia (Lindl.) Schltr. (1919)
- Lockhartia ludibunda Rchb.f. (1857)
- Lockhartia lunifera (Lindl.) Rchb.f. (1852)
- Lockhartia micrantha Rchb.f. (1852)
- Lockhartia niesseniae Kolan. & O.Pérez (2012)
- Lockhartia oblongicallosa Carnevali & G.A.Romero (2000)
- Lockhartia obtusata L.O.Williams (1941)
- Lockhartia odontochila Kraenzl. (1923)
- Lockhartia oerstedii Rchb.f. (1852)
- Lockhartia parthenocomos (Rchb.f.) Rchb.f. (1852)
- Lockhartia parthenoglossa Rchb.f. (1865)
- Lockhartia rugosifolia M.A.Blanco (2014)
- Lockhartia schunkei D.E.Benn. & Christenson (1998)
- Lockhartia serra Rchb.f. (1878)
- Lockhartia tenuiflora M.A.Blanco (2014)
- Lockhartia tuberculata D.E.Benn. & Christenson (1994)
- Lockhartia viruensis E.M.Pessoa & M.Alves (2012)

Selon Tropicos (28 juin 2018) (Attention liste brute contenant possiblement des synonymes) :
- Lockhartia acuta (Lindl.) Rchb. f.
- Lockhartia amoena Endrés & Rchb. f.
- Lockhartia bennettii Dodson
- Lockhartia biserra (Rich.) Christenson & Garay
- Lockhartia chiriquiensis Schltr.
- Lockhartia chocoensis Kraenzl.
- Lockhartia cladoniophora Rchb. f.
- Lockhartia compacta M. Blanca & R. Vásquez
- Lockhartia costaricensis Schltr.
- Lockhartia dipleura Schltr.
- Lockhartia elegans Hook.
- Lockhartia endresiana M.A. Blanco
- Lockhartia floribunda Rchb. f.
- Lockhartia galeottiana A. Rich. ex Soto Arenas
- Lockhartia genegeorgei D.E. Benn. & Christenson
- Lockhartia goyazensis Rchb. f.
- Lockhartia grandibractea Kraenzl.
- Lockhartia hercodonta Rchb. f. ex Kraenzl.
- Lockhartia hologlossa Schltr.
- Lockhartia imbricata (Lam.) Hoehne
- Lockhartia integra Ames & C. Schweinf.
- Lockhartia ivainae M.F.F. Silva & A.T. Oliveira
- Lockhartia lamellosa Rchb. f.
- Lockhartia lankesteri Ames
- Lockhartia lasseri Schnee
- Lockhartia latilabris C. Schweinf.
- Lockhartia lepticaula D.E. Benn. & Christenson
- Lockhartia longifolia (Lindl.) Schltr.
- Lockhartia ludibunda Rchb. f.
- Lockhartia lunifera (Lindl.) Rchb. f.
- Lockhartia micrantha Rchb. f.
- Lockhartia mirabilis (Rchb. f.) Rchb. f.
- Lockhartia niesseniae Kolan. & O. Pérez
- Lockhartia oblongicallosa Carnevali & G.A. Romero
- Lockhartia obtusa Regel
- Lockhartia obtusata L.O. Williams
- Lockhartia obtusifolia Regel
- Lockhartia odontochila Kraenzl.
- Lockhartia oerstedii Rchb. f.
- Lockhartia pallida Rchb. f.
- Lockhartia pandurata Pupulin
- Lockhartia parthenocomos (Rchb. f.) Rchb. f.
- Lockhartia parthenoglossa Rchb. f.
- Lockhartia pittieri Schltr.
- Lockhartia platyglossa Rchb. f.
- Lockhartia robusta (Bateman) Schltr.
- Lockhartia rugosifolia M.A. Blanco
- Lockhartia schunkei D.E. Benn. & Christenson
- Lockhartia serra Rchb. f.
- Lockhartia tenuiflora M.A. Blanco
- Lockhartia triangulabia Ames & Schweinf.
- Lockhartia tuberculata D.E. Benn. & Christenson
- Lockhartia unicornis Schltr.
- Lockhartia variabilis Ames & C. Schweinf.
- Lockhartia verrucosa Lindl. ex Rchb. f.
- Lockhartia viruensis E.M. Pessoa & M. Alves
- Lockhartia weigeltii Rchb. & Rchb. f. ex Rchb. f.